# درک میلز
درک میلز (انگلیسی: Derek Mills؛ زادهٔ ۹ ژوئیهٔ ۱۹۷۲) دونده اهل ایالات متحده آمریکا بود.
وی در مسابقات کشوری و بین‌المللی در مجموع برندهٔ ۳ مدال طلا شده‌است.